# Župna crkva Presvetog Trojstva u Prečkom
Župna crkva Presvetog Trojstva katolička je crkva u Prečkom građena je 1975. i 1976. godine. U lipnju 1976. godine blagoslovio ju je zagrebački nadbiskup Franjo Kuharić. Župom crkvom su do 1981. godine upravljali isusovci, a nakon toga je povjerena dijecezanskim svećenicima.

## Arhitektura
Crkva je građena prema projektu inž. Fučića i Prenčila iz 1974. godine. Cjelokupni kompleks se sastoji od crkve i župnog dvora. Pristupni trg s hortikulturnim uređenjem ima izrazito jak privatni, a izrazito slab javni karakter naglašen odvajanjem ogradom od ceste i susjednih površina. Volumen crkve okrenut je prema trgu stražnjim pročeljem, tako da ulaz u crkvu nije formiran s trga.
Liturgijski je prostor longitudinalnog usmjerenja koje je naglašeno kosim krovom kojim je postignuta promjena visine prostora prema prezbitriju. U središnjem se dijelu svetišta nalazi oltar. Lijevo od oltara je ambon, dok je na bočnim stranama sjedište svećenika koji vodi misu. U pozadini oltara se nalazi prostor za zbor. Postaje križnog puta nalaze se na bočnim zidovima prostora vjernika.

## Galerija
- Pogled na crkvu
- Skulptura sv. Leopolda Mandićana
- Špilja Gospe Lurdske, postavljena 1998. godine
- Oltar i prostor za štovanje smješten u dvorištu